# Sellos de los Juegos Olímpicos de Pekín 2008
Los sellos de los Juegos Olímpicos de Pekín 2008 son los sellos postales emitidos por las administraciones postales de los países y territorios afiliados a la Unión Postal Universal que tienen como tema central en su diseño los XXIX Juegos Olímpicos celebrados en Pekín (China) entre el 8 y el 24 de agosto de 2008.
En la mayoría de los casos se trata de sellos con dibujos o diseños alusivos a los deportes olímpicos de verano, aunque también se pueden apreciar los que muestran una foto de alguna instalación olímpica, de alguna competición específica o de un deportista nacional, en homenaje a su triunfo.
El país que más sellos ha emitido con esta temática es China, nación anfitriona de los Juegos: la serie filatélica consta de 11 emisiones (la primera en julio de 2001) y contabiliza en total 32 sellos (9 hojas bloque).

## Relación de sellos
En total han sido emitidos sellos relacionados con estos Juegos por 122 países de los cinco continentes (17 de África, 23 de América, 30 de Asia, 40 de Europa y 12 de Oceanía) y por una organización internacional, la ONU. En la tabla siguiente se enumeran los sellos por país, sus dimensiones y valor facial, así como una somera descripción de su contenido. Todos los sellos presentan dibujos en su diseño, salvo se indique lo contrario.

### País anfitrión (ChinaChina)
| Fecha de emisión | Nombre del sello (descripción) | Dimensiones (mm)            | Valor facial (en CNY) |
| ---------------- | --- | --------------------------- | --------------------- |
| 14.07.2001       | «Elección de Pekín para los XXIX Juegos Olímpicos» 1) El logotipo de la candidatura de Pekín para los XXIX Juegos Olímpicos | 40,0 x 30,0                 | 0,80                  |
| 13.08.2004       | «Juegos Olímpicos de Atenas a Pekín» 1) El Partenón de la Acrópolis de Atenas | 33,0 x 33,0                 | 0,80                  |
| 13.08.2004       | 2) El Templo del Cielo en Pekín | 33,0 x 33,0                 | 0,80                  |
| 12.11.2005       | «El logotipo y las mascotas» 1) El logotipo de los Juegos (HB) | 30,0 x 40,0 (190 x 156)     | 0,80                  |
| 12.11.2005       | 2) Beibei (HB) | 30,0 x 40,0 (190 x 156)     | 0,80                  |
| 12.11.2005       | 3) Jingjing | 30,0 x 40,0 (190 x 156)     | 0,80                  |
| 12.11.2005       | 4) Huanhuan | 30,0 x 40,0 (190 x 156)     | 0,80                  |
| 12.11.2005       | 5) Yingying | 30,0 x 40,0 (190 x 156)     | 0,80                  |
| 12.11.2005       | 6) Nini | 30,0 x 40,0 (190 x 156)     | 0,80                  |
| 23.06.2006       | «Juegos Olímpicos de Pekín 2008» 1) El logotipo oficial de los Juegos | 30,0 x 30,0                 | 0,80                  |
| 08.08.2006       | «Deportes olímpicos» 1) Baloncesto (HB) | 30,0 x 40,0 (190 x 156)     | 0,60                  |
| 08.08.2006       | 2) Esgrima | 30,0 x 40,0 (190 x 156)     | 0,80                  |
| 08.08.2006       | 3) Vela | 30,0 x 40,0 (190 x 156)     | 0,80                  |
| 08.08.2006       | 4) Gimnasia artística | 30,0 x 40,0 (190 x 156)     | 3,00                  |
| 27.04.2007       | «Recorrido de la antorcha olímpica» 1) El logotipo oficial del recorrido de relevos de la llama olímpica | 30,0 x 30,0                 | 1,20                  |
| 08.08.2007       | «Deportes olímpicos» 1) Saltos (HB) | 30,0 x 40,0 (216 x 156)     | 1,20                  |
| 08.08.2007       | 2) Tiro | 30,0 x 40,0 (216 x 156)     | 1,20                  |
| 08.08.2007       | 3) Atletismo (salto con pértiga) | 30,0 x 40,0 (216 x 156)     | 1,20                  |
| 08.08.2007       | 4) Voleibol | 30,0 x 40,0 (216 x 156)     | 1,20                  |
| 08.08.2007       | 5) Ciclismo BMX | 30,0 x 40,0 (216 x 156)     | 1,20                  |
| 08.08.2007       | 6) Halterofilia | 30,0 x 40,0 (216 x 156)     | 1,20                  |
| 20.12.2007       | «Instalaciones deportivas» 1) El Gimnasio de la Universidad Agrícola de China (HB) | 60,0 x 30,0 (200 x 180)     | 0,80                  |
| 20.12.2007       | 2) El Velódromo de Laoshan | 60,0 x 30,0 (200 x 180)     | 1,20                  |
| 20.12.2007       | 3) El Estadio Cubierto Nacional de Pekín | 60,0 x 30,0 (200 x 180)     | 1,20                  |
| 20.12.2007       | 4) El Gimnasio de la Universidad de Pekín | 60,0 x 30,0 (200 x 180)     | 1,20                  |
| 20.12.2007       | 5) El Centro Acuático Nacional de Pekín | 60,0 x 30,0 (200 x 180)     | 1,20                  |
| 20.12.2007       | 6) El Centro de Vela Internacional de Qingdao | 60,0 x 30,0 (200 x 180)     | 3,00                  |
| 20.12.2007       | 7) El Estadio Nacional de Pekín (HB) | 40,0 (140 x 85) –pentágono– | 6,00                  |
| 24.03.2008       | «La llama olímpica» 1) La mascota Huanhuan transporta la llama olímpica, en la parte izquierda se ve una sacerdotisa griega encendiendo el fuego olímpico (HB) La hoja bloque muestra una sacerdotisa griega poniendo a volar un par de palomas de la paz; el Partenón de Atenas, y un mapa mostrando el trayecto internacional de la antorcha olímpica | 50,0 x 30,0 (140 x 90)      | 1,20                  |
| 24.03.2008       | 2) La antorcha olímpica y de fondo la silueta del monte Everest | 30,0 x 50,0                 | 3,00                  |
| 08.08.2008       | «Apertura de los Juegos Olímpicos» 1) Diseño alusivo que muestra una postal entre la red metálica que sirve de techo del Estadio Olímpico de Pekín (HB) | 44,0 x 33,0 (210 x 120)     | 1,20                  |
| 24.08.2008       | «Juegos Olímpicos de Pekín a Londres» 1) El Estadio Nacional de Pekín (HB) | 33,0 x 33,0 (160 x 200)     | 1,20                  |
| 24.08.2008       | 2) El London Eye, la noria gigante de la capital británica | 33,0 x 33,0 (160 x 200)     | 1,20                  |
| 24.08.2008       | 3) Una vista de la Torre de Londres | 33,0 x 33,0 (160 x 200)     | 1,20                  |
| 24.08.2008       | 4) Una torre de la Ciudad Prohibida de Pekín | 33,0 x 33,0 (160 x 200)     | 1,20                  |

### Resto de países
| País                      | Fecha de emisión | Descripción | Dimensiones (mm)                            | Valor facial (en moneda nacional) |
| ------------------------- | ---------------- | --- | ------------------------------------------- | --------------------------------- |
| África                    |                  | |                                             |                                   |
| Angola                    | 20.10.2008       | 1) Baloncesto | 50,0 x 36,0                                 | 30,00 AOA                         |
| Angola                    | 20.10.2008       | 2) Balonmano | 50,0 x 36,0                                 | 30,00 AOA                         |
| Angola                    | 20.10.2008       | 3) Atletismo | 50,0 x 36,0                                 | 30,00 AOA                         |
| Angola                    | 20.10.2008       | 4) Piragüismo | 50,0 x 36,0                                 | 30,00 AOA                         |
| Argelia                   | 23.07.2008       | 1) Esgrima | 35,0 x 26,0                                 | 15,00 DZD                         |
| Argelia                   | 23.07.2008       | 2) Lucha olímpica | 35,0 x 26,0                                 | 15,00 DZD                         |
| Benín                     | 01.10.2008       | 1) Atletismo |                                             | 200 XOF                           |
| Benín                     | 01.10.2008       | 2) Taekwondo |                                             | 200 XOF                           |
| Benín                     | 01.10.2008       | 3) Natación |                                             | 200 XOF                           |
| Benín                     | 01.10.2008       | 4) Atletismo, taekwondo y natación |                                             | 200 XOF                           |
| Botsuana                  | 08.08.2008       | 1) Atletismo | 27,5 x 35,0                                 | 1,10 BWP                          |
| Botsuana                  | 08.08.2008       | 2) Boxeo | 27,5 x 35,0                                 | 2,60 BWP                          |
| Burundi                   | 01.08.2008       | 1) Atletismo, de fondo la bandera de Burundi | 30,0 x 40,0                                 | 500 BIF                           |
| Costa de Marfil           | 14.12.2005       | 1) Baloncesto (HB) La hoja bloque muestra dibujos de hípica, balonmano, remo y tenis de mesa |                                             | 400 XOF                           |
| Costa de Marfil           | 14.12.2005       | 2) Tenis de mesa | 550 XOF                                     |                                   |
| Costa de Marfil           | 14.12.2005       | 3) Ciclismo | 600 XOF                                     |                                   |
| Costa de Marfil           | 14.12.2005       | 4) Hípica | 1000 XOF                                    |                                   |
| Ghana                     | 08.05.2008       | 1) Boxeo (HB) La hoja bloque muestra los Fuwa (las cinco mascotas de los Juegos) |                                             | 40,00 GHC                         |
| Ghana                     | 08.05.2008       | 2) Carrera de relevos |                                             | 40,00 GHC                         |
| Ghana                     | 08.05.2008       | 3) Salto de longitud |                                             | 40,00 GHC                         |
| Ghana                     | 08.05.2008       | 4) Fútbol |                                             | 40,00 GHC                         |
| Guinea-Bisáu              | 10.03.2008       | 1) Fútbol |                                             | 175,00 XOF                        |
| Guinea-Bisáu              | 10.03.2008       | 2) Ciclismo |                                             | 175,00 XOF                        |
| Guinea-Bisáu              | 10.03.2008       | 3) Yudo |                                             | 175,00 XOF                        |
| Guinea-Bisáu              | 10.03.2008       | 4) Tenis de mesa |                                             | 175,00 XOF                        |
| Kenia                     | 21.08.2008       | 1) Atletismo y la bandera de Kenia | 48,0 x 30,0                                 | 25,00 KES                         |
| Kenia                     | 21.08.2008       | 2) Voleibol | 30,0 x 48,0                                 | 65,00 KES                         |
| Kenia                     | 21.08.2008       | 3) Maratón | 48,0 x 30,0                                 | 75,00 KES                         |
| Kenia                     | 21.08.2008       | 4) Boxeo | 48,0 x 30,0                                 | 95,00 KES                         |
| Lesoto                    | 18.08.2008       | 1) Remo (HB) La hoja bloque muestra los Fuwa (las cinco mascotas de los Juegos) |                                             | 3,50 LSL                          |
| Lesoto                    | 18.08.2008       | 2) Sóftbol |                                             | 3,50 LSL                          |
| Lesoto                    | 18.08.2008       | 3) Lucha |                                             | 3,50 LSL                          |
| Lesoto                    | 18.08.2008       | 4) Voleibol |                                             | 3,50 LSL                          |
| Libia                     | 18.08.2008       | 1) Los pictogramas de yudo, ciclismo, natación, lanzamiento de jabalina y taekwondo; el logotipo de los Juegos y el emblema del Comité Olímpico de Libia | 37,0 x 52,0                                 | 1.000 LYD                         |
| Marruecos                 | 08.08.2008       | 1) Carrera atlética | 30,0 x 40,0                                 | 3,25 MAD                          |
| Marruecos                 | 08.08.2008       | 2) Carrera con vallas | 30,0 x 40,0                                 | 3,25 MAD                          |
| Marruecos                 | 08.08.2008       | 3) Boxeo | 30,0 x 40,0                                 | 3,25 MAD                          |
| Marruecos                 | 08.08.2008       | 4) Carrera de velocidad | 30,0 x 40,0                                 | 3,25 MAD                          |
| Mozambique                | 10.03.2008       | 1) Fútbol |                                             | 8,00 MZN                          |
| Mozambique                | 10.03.2008       | 2) Baloncesto |                                             | 8,00 MZN                          |
| Mozambique                | 10.03.2008       | 3) Natación |                                             | 8,00 MZN                          |
| Mozambique                | 10.03.2008       | 4) Atletismo |                                             | 8,00 MZN                          |
| Namibia                   | 15.08.2008       | 1) Atletismo, de fondo una imagen de la Tierra | 31,5 x 23,0                                 | 2,00 NAD                          |
| Namibia                   | 15.08.2008       | 2) Atletismo, celebrando una medalla | 31,5 x 23,0                                 | 3,70 NAD                          |
| Namibia                   | 15.08.2008       | 3) Atletismo, llegando a la línea de meta | 31,5 x 23,0                                 | 3,90 NAD                          |
| Namibia                   | 15.08.2008       | 4) Atletismo, celebrando una medalla | 31,5 x 23,0                                 | 4,20 NAD                          |
| Nigeria                   | 08.08.2008       | 1) Atletismo | 40,0 x 24,0                                 | 20,00 NGN                         |
| Nigeria                   | 08.08.2008       | 2) Fútbol | 40,0 x 24,0                                 | 50,00 NGN                         |
| Nigeria                   | 08.08.2008       | 3) Lucha olímpica | 24,0 x 40,0                                 | 100,00 NGN                        |
| Santo Tomé y Príncipe     | 10.03.2008       | 1) Tenis |                                             | 5000 STD                          |
| Santo Tomé y Príncipe     | 10.03.2008       | 2) Salto con pértiga |                                             | 5000 STD                          |
| Santo Tomé y Príncipe     | 10.03.2008       | 3) Halterofilia |                                             | 5000 STD                          |
| Santo Tomé y Príncipe     | 10.03.2008       | 4) Remo |                                             | 5000 STD                          |
| Seychelles                | 30.04.2008       | 1) Piragüismo en eslalon | 35,5 x 35,5                                 | 1,00 SCR                          |
| Seychelles                | 30.04.2008       | 2) Natación | 35,5 x 35,5                                 | 1,50 SCR                          |
| Seychelles                | 30.04.2008       | 3) Vela | 35,5 x 35,5                                 | 2,00 SCR                          |
| Seychelles                | 30.04.2008       | 4) Lanzamiento de jabalina | 35,5 x 35,5                                 | 3,50 SCR                          |
| Tanzania                  | 08.04.2008       | 1) Baloncesto (HB) | 30,0 x 42,0                                 | 700 TZS                           |
| Tanzania                  | 08.04.2008       | 2) Maratón | 30,0 x 42,0                                 | 700 TZS                           |
| Tanzania                  | 08.04.2008       | 3) Natación | 30,0 x 42,0                                 | 700 TZS                           |
| Tanzania                  | 08.04.2008       | 4) Lanzamiento de jabalina | 30,0 x 42,0                                 | 700 TZS                           |
| Togo                      | 18.08.2008       | 1) Natación (HB) La hoja bloque muestra los Fuwa, las cinco mascotas de los Juegos |                                             | 240 XOF                           |
| Togo                      | 18.08.2008       | 2) Atletismo |                                             | 240 XOF                           |
| Togo                      | 18.08.2008       | 3) Fútbol |                                             | 240 XOF                           |
| Togo                      | 18.08.2008       | 4) Vela |                                             | 240 XOF                           |
| Túnez                     | 08.08.2008       | Cada sello muestra los anillos olímpicos, el logotipo de los Juegos y el escudo de Túnez 1) Pictogramas de veinte deportes enmarcando el dibujo | 36,0 x 36,0                                 | 0,25 TND                          |
| Túnez                     | 08.08.2008       | 2) Pictogramas de diez deportes incluidos en el dibujo | 36,0 x 36,0                                 | 0,60 TND                          |
| Uganda                    | 18.06.2008       | 1) Lanzamiento de jabalina (HB) La hoja bloque muestra los Fuwa, las cinco mascotas de los Juegos | 30,0 x 40,0                                 | 1.000 UGX                         |
| Uganda                    | 18.06.2008       | 2) Atletismo | 30,0 x 40,0                                 | 1.000 UGX                         |
| Uganda                    | 18.06.2008       | 3) Boxeo | 30,0 x 40,0                                 | 1.000 UGX                         |
| Uganda                    | 18.06.2008       | 4) Natación | 30,0 x 40,0                                 | 1.000 UGX                         |
| Zambia                    | 08.06.2008       | 1) Fútbol (HB) | 30,0 x 40,0                                 | 2.000 ZMK                         |
| Zambia                    | 08.06.2008       | 2) Carrera con vallas | 30,0 x 40,0                                 | 2.000 ZMK                         |
| Zambia                    | 08.06.2008       | 3) Boxeo | 30,0 x 40,0                                 | 2.000 ZMK                         |
| Zambia                    | 08.06.2008       | 4) Natación | 30,0 x 40,0                                 | 2.000 ZMK                         |
| Zimbabue                  | 20.01.2009       | 1) El Centro Acuático Nacional | 42,0 x 28,0                                 | Z                                 |
| Zimbabue                  | 20.01.2009       | 2) El Estadio Nacional | 42,0 x 28,0                                 | A                                 |
| Zimbabue                  | 20.01.2009       | 3) La piscina del Centro Acuático Nacional | 42,0 x 28,0                                 | E                                 |
| Zimbabue                  | 20.01.2009       | 4) La bandera de Zimbabue y cuatro medallas: una de oro y tres de plata, en alusión a las medallas obtenidas por la nadadora Kirsty Coventry en estos Juegos | 42,0 x 28,0                                 | R                                 |
| América                   |                  | |                                             |                                   |
| Antillas Neerlandesas     | 01.04.2008       | 1) Atletismo |                                             | 0,25 ANG                          |
| Antillas Neerlandesas     | 01.04.2008       | 2) Gimnasia | 0,35 ANG                                    |                                   |
| Antillas Neerlandesas     | 01.04.2008       | 3) Natación | 0,75 ANG                                    |                                   |
| Antillas Neerlandesas     | 01.04.2008       | 4) Cilcismo | 2,15 ANG                                    |                                   |
| Argentina                 | 29.03.2008       | 1) Ciclismo de montaña | 34,0 x 44,0                                 | 0,50 ARS                          |
| Argentina                 | 29.03.2008       | 2) Taekwondo | 34,0 x 44,0                                 | 0,50 ARS                          |
| Argentina                 | 29.03.2008       | 3) Baloncesto | 34,0 x 44,0                                 | 1,00 ARS                          |
| Argentina                 | 29.03.2008       | 4) Salto con pértiga | 34,0 x 44,0                                 | 4,00 ARS                          |
| Aruba                     | 01.04.2008       | 1) Atletismo |                                             | 0,50 AWG                          |
| Aruba                     | 01.04.2008       | 2) Natación sincronizada | 0,75 AWG                                    |                                   |
| Aruba                     | 01.04.2008       | 3) Gimnasia |                                             | 1,00 AWG                          |
| Aruba                     | 01.04.2008       | 4) Yudo |                                             | 1,25 AWG                          |
| Bahamas                   | 30.04.2008       | 1) Maratón | 36,0 x 36,0                                 | 0,15 BSD                          |
| Bahamas                   | 30.04.2008       | 2) Salto de altura | 36,0 x 36,0                                 | 0,50 BSD                          |
| Bahamas                   | 30.04.2008       | 3) Lanzamiento de jabalina | 36,0 x 36,0                                 | 0,65 BSD                          |
| Bahamas                   | 30.04.2008       | 4) Salto de longitud | 36,0 x 36,0                                 | 0,70 BSD                          |
| Bermudas                  | 23.07.2008       | 1) Atletismo | 40,0 x 32,5                                 | 0,10 BMD                          |
| Bermudas                  | 23.07.2008       | 2) Natación | 40,0 x 32,5                                 | 0,35 BMD                          |
| Bermudas                  | 23.07.2008       | 3) Hípica | 40,0 x 32,5                                 | 0,70 BMD                          |
| Bermudas                  | 23.07.2008       | 4) Vela | 40,0 x 32,5                                 | 0,85 BMD                          |
| Brasil                    | 04.07.2008       | Los tres primeros sellos muestran un Fuwa, las mascotas de los Juegos, y el pictograma de un deporte: 1) Gimnasia rítmica | 38,0 x 38,0                                 | 0,65 BRL                          |
| Brasil                    | 04.07.2008       | 2) Hípica | 38,0 x 38,0                                 | 0,65 BRL                          |
| Brasil                    | 04.07.2008       | 3) Natación | 38,0 x 38,0                                 | 0,65 BRL                          |
| Brasil                    | 04.07.2008       | 4) Dos Fuwa y el logotipo de los Juegos | 38,0 x 38,0                                 | 0,65 BRL                          |
| Canadá                    | 18.07.2008       | 1) Dibujo alusivo, una atleta sostiene la bandera de Canadá en el aire | 23,2 x 42,7                                 | 0,52 CAD                          |
| Colombia                  | 01.08.2008       | 1) El Estadio Nacional de Pekín, la bandera olímpica y el logotipo de los Juegos | 30,0 x 40,0                                 | 5.000 COP                         |
| Colombia                  | 01.08.2008       | 2) Mismo diseño que arriba (HB) La hoja bloque muestra los Fuwa (las cinco mascotas de los Juegos) y una vista de la antorcha olímpica | 30,0 x 40,0                                 | 10 000 COP                        |
| Cuba                      | 18.01.2008       | 1) Béisbol |                                             | 15,00 CUP                         |
| Cuba                      | 18.01.2008       | 2) Natación | 45,00 CUP                                   |                                   |
| Cuba                      | 18.01.2008       | 3) Lanzamiento de peso | 65,00 CUP                                   |                                   |
| Cuba                      | 18.01.2008       | 4) Voleibol | 75,00 CUP                                   |                                   |
| Dominica                  | 08.04.2008       | 1) Tiro con arco (HB) La hoja bloque muestra los Fuwa (las cinco mascotas de los Juegos) |                                             | 1,40 XCD                          |
| Dominica                  | 08.04.2008       | 2) Gimnasia |                                             | 1,40 XCD                          |
| Dominica                  | 08.04.2008       | 3) Bádminton |                                             | 1,40 XCD                          |
| Dominica                  | 08.04.2008       | 4) Boxeo |                                             | 1,40 XCD                          |
| El Salvador               | 03.07.2008       | 1) Atletismo |                                             | 0,20 USD                          |
| El Salvador               | 03.07.2008       | 2) Halterofilia |                                             | 0,20 USD                          |
| El Salvador               | 03.07.2008       | 3) Tenis |                                             | 0,20 USD                          |
| El Salvador               | 03.07.2008       | 4) Ciclismo de pista |                                             | 0,20 USD                          |
| El Salvador               | 03.07.2008       | 5) Lucha olímpica y yudo (HB) La hoja bloque muestra imágenes de los cuatro sellos anteriores más dibujos de los deportes de remo, natación y tiro olímpico |                                             | 0,20 USD                          |
| Estados Unidos            | 19.06.2008       | 1) Gimnasia | 39,5 x 24,5                                 | 0,42 USD                          |
| Guatemala                 | 17.10.2008       | 1) Una figurilla de un jugador de pelota maya y el logotipo de los Juegos | 26,0 x 35,0                                 | 6,50 GTQ                          |
| Guyana                    | 22.04.2008       | 1) Hockey sobre hierba (HB) La hoja bloque muestra los Fuwa (las cinco mascotas de los Juegos) |                                             | 100 GYD                           |
| Guyana                    | 22.04.2008       | 2) Baloncesto |                                             | 100 GYD                           |
| Guyana                    | 22.04.2008       | 3) Yudo |                                             | 100 GYD                           |
| Guyana                    | 22.04.2008       | 4) Tiro al plato |                                             | 100 GYD                           |
| Honduras                  | 30.07.2008       | 1) Llama olímpica |                                             | 3,00 HNL                          |
| Honduras                  | 30.07.2008       | 2) Yudo | 5,00 HNL                                    |                                   |
| Honduras                  | 30.07.2008       | 3) Atletismo | 5,00 HNL                                    |                                   |
| Honduras                  | 30.07.2008       | 4) Fútbol | 25,00 HNL                                   |                                   |
| Islas Caimán              | 08.08.2008       | 1) Natación estilo espalda |                                             | 0,20 KYD                          |
| Islas Caimán              | 08.08.2008       | 2) Natación estilo libre | 0,25 KYD                                    |                                   |
| Islas Caimán              | 08.08.2008       | 3) Carrera atlética | 0,50 KYD                                    |                                   |
| Islas Caimán              | 08.08.2008       | 4) Carrera de vallas | 0,75 KYD                                    |                                   |
| Islas Vírgenes Británicas | 01.08.2008       | 1) Atletismo |                                             | 0,15 USD                          |
| Islas Vírgenes Británicas | 01.08.2008       | 2) Vela | 0,18 USD                                    |                                   |
| Islas Vírgenes Británicas | 01.08.2008       | 3) Atletismo | 0,20 USD                                    |                                   |
| Islas Vírgenes Británicas | 01.08.2008       | 4) Vela | 1,00 USD                                    |                                   |
| Jamaica                   | 30.04.2008       | 1) El atleta Asafa Powell | 36,0 x 36,0                                 | 20,00 JMD                         |
| Jamaica                   | 30.04.2008       | 2) Las atletas Aleen Bailey y Veronica Campbell-Brown | 36,0 x 36,0                                 | 30,00 JMD                         |
| Jamaica                   | 30.04.2008       | 3) Las atletas Sherone Simpson y Tayna Lawrence | 36,0 x 36,0                                 | 30,00 JMD                         |
| Jamaica                   | 30.04.2008       | 4) La atleta Veronica Campbell-Brown | 36,0 x 36,0                                 | 60,00 JMD                         |
| México                    | 08.08.2008       | 1) Halterofilia | 40,0 x 40,0                                 | 6,50 MXN                          |
| México                    | 08.08.2008       | 2) Gimnasia rítmica | 40,0 x 40,0                                 | 6,50 MXN                          |
| México                    | 08.08.2008       | 3) Remo | 40,0 x 40,0                                 | 6,50 MXN                          |
| Perú                      | 01.07.2008       | 1) Beibei y una playa de Máncora | 40,0 x 30,0                                 | 1,40 PEN                          |
| Perú                      | 01.07.2008       | 2) Jingjing y la Catedral de Lima | 40,0 x 30,0                                 | 1,40 PEN                          |
| Perú                      | 01.07.2008       | 3) Yingying y Machu Picchu | 40,0 x 30,0                                 | 1,40 PEN                          |
| Perú                      | 01.07.2008       | 4) Nini y una vista de la vegetación del río Tambopata | 40,0 x 30,0                                 | 1,40 PEN                          |
| República Dominicana      | 15.08.2008       | 1) Taekwondo | 40,0 x 30,0                                 | 10,00 DOP                         |
| República Dominicana      | 15.08.2008       | 2) Béisbol | 40,0 x 30,0                                 | 10,00 DOP                         |
| República Dominicana      | 15.08.2008       | 3) Yudo | 40,0 x 30,0                                 | 10,00 DOP                         |
| República Dominicana      | 15.08.2008       | 4) Tenis de mesa | 40,0 x 30,0                                 | 10,00 DOP                         |
| San Cristóbal y Nieves    | 08.03.2008       | 1) Ciclismo (HB) La hoja bloque muestra los Fuwa (las cinco mascotas de los Juegos) |                                             | 2,00 XCD                          |
| San Cristóbal y Nieves    | 08.03.2008       | 2) Piragüismo en eslalon |                                             | 2,00 XCD                          |
| San Cristóbal y Nieves    | 08.03.2008       | 3) Vela |                                             | 2,00 XCD                          |
| San Cristóbal y Nieves    | 08.03.2008       | 4) Hípica |                                             | 2,00 XCD                          |
| Santa Lucía               | 30.04.2008       | 1) Salto de plataforma | 36,0 x 36,0                                 | 0,25 XCD                          |
| Santa Lucía               | 30.04.2008       | 2) Maratón | 36,0 x 36,0                                 | 0,95 XCD                          |
| Santa Lucía               | 30.04.2008       | 3) Salto triple | 36,0 x 36,0                                 | 1,00 XCD                          |
| Santa Lucía               | 30.04.2008       | 4) Salto de longitud | 36,0 x 36,0                                 | 2,50 XCD                          |
| Surinam                   | 09.04.2008       | 1) Tiro con arco |                                             | 1,00 SRD                          |
| Surinam                   | 09.04.2008       | 2) Halterofilia | 1,50 SRD                                    |                                   |
| Surinam                   | 09.04.2008       | 3) Baloncetso | 2,00 SRD                                    |                                   |
| Surinam                   | 09.04.2008       | 4) Atletismo | 2,50 SRD                                    |                                   |
| Trinidad y Tobago         | 16.06.2008       | 1) Atletismo (HB) La hoja bloque muestra la bandera de Trinidad y Tobago | 30,0 x 40,0                                 | 3,50 TTD                          |
| Trinidad y Tobago         | 16.06.2008       | 2) Tenis de mesa | 30,0 x 40,0                                 | 3,50 TTD                          |
| Trinidad y Tobago         | 16.06.2008       | 3) Ciclismo | 30,0 x 40,0                                 | 3,50 TTD                          |
| Trinidad y Tobago         | 16.06.2008       | 4) Natación | 30,0 x 40,0                                 | 3,50 TTD                          |
| Uruguay                   | 22.07.2008       | Las mascotas de los Juegos, Fuwa, representando un deporte: 1) Salto con pértiga | 30,0 x 42,0                                 | 2,00 UYU                          |
| Uruguay                   | 22.07.2008       | 2) Cilcismo | 30,0 x 42,0                                 | 5,00 UYU                          |
| Uruguay                   | 22.07.2008       | 3) Natación | 30,0 x 42,0                                 | 10,00 UYU                         |
| Uruguay                   | 22.07.2008       | 4) Remo | 30,0 x 42,0                                 | 20,00 UYU                         |
| Venezuela                 | 20.06.2008       | 1) Un nadador (HB) La hoja bloque muestra algunos de los deportistas olímpicos venezolanos |                                             | 1,00 BEF                          |
| Venezuela                 | 20.06.2008       | 2) Halterofilia |                                             | 1,00 BEF                          |
| Venezuela                 | 20.06.2008       | 3) Lucha |                                             | 1,00 BEF                          |
| Venezuela                 | 20.06.2008       | 4) Esgrima |                                             | 1,00 BEF                          |
| Asia                      |                  | |                                             |                                   |
| Armenia                   | 11.06.2008       | 1) Un dragón tradicional chino y el logotipo de los Juegos | 30,5 x 30,9                                 | 350 AMD                           |
| Azerbaiyán                | 25.02.2008       | 1) Yudo | 35,0 x 28,0                                 | 0,20 AZN                          |
| Azerbaiyán                | 25.02.2008       | 2) Halterofilia | 35,0 x 28,0                                 | 0,30 AZN                          |
| Azerbaiyán                | 25.02.2008       | 3) Lucha olímpica | 35,0 x 28,0                                 | 0,40 AZN                          |
| Azerbaiyán                | 25.02.2008       | 4) Boxeo | 35,0 x 28,0                                 | 0,60 AZN                          |
| Baréin                    | 08.08.2008       | Ambos sellos muestran un dibujo de un deporte, su correspondiente pictograma y la imagen del rey emir Hamad bin Isa al-Jalifa 1) Atletismo | 40,0 x 40,0                                 | 0,100 BHD                         |
| Baréin                    | 08.08.2008       | 2) Hípica | 40,0 x 40,0                                 | 0,200 BHD                         |
| Bangladés                 | 06.07.2008       | 1) Un grupo de corredores | 42,0 x 32,0                                 | 10,00 BDT                         |
| Bangladés                 | 06.07.2008       | 2) Tiro con rifle | 42,0 x 32,0                                 | 15,00 BDT                         |
| Bangladés                 | 06.07.2008       | 3) Los Fuwa, las cinco mascotas de los Juegos | 42,0 x 32,0                                 | 20,00 BDT                         |
| Bangladés                 | 06.07.2008       | 4) El primer sello emitido en el mundo sobre los JJ. OO. (Grecia 1896), el primer sello olímpico de Bangladés (1976) y la efigie del barón Pierre de Coubertin | 42,0 x 32,0                                 | 25,00 BDT                         |
| Bután                     | 02.05.2008       | 1) Un tirador con arco, vestido con el traje tradicional butanés, lanzando una flecha | –rombo–                                     | 10,00 BTN                         |
| Bután                     | 02.05.2008       | 2) El tirador celebrando un lanzamiento | –rombo–                                     | 15,00 BTN                         |
| Bután                     | 02.05.2008       | 3) Diseño alusivo que muestra dos tipos diferentes de arco, una bolsa con flechas y un dragón tradicional | –rombo–                                     | 25,00 BTN                         |
| Bután                     | 02.05.2008       | 4) Un dragón butanés tradicional sobre una diana y un arco con una flecha de pluma | –rombo–                                     | 25,00 BTN                         |
| Catar                     | 08.08.2008       | Los tres sellos muestran el logotipo de los Juegos: 1) En un fondo azul claro (HB) | 34,5 x 36,0                                 | 0,50 QAR                          |
| Catar                     | 08.08.2008       | 2) En un fondo verde | 34,5 x 36,0                                 | 0,50 QAR                          |
| Catar                     | 08.08.2008       | 3) En color rojo y enmarcado en un diseño alusivo | 69,0 x 36,5                                 | 3,00 QAR                          |
| Corea del Norte           | 15.10.2007       | Los Fuwa, las cinco mascotas de los Juegos: 1) Beibei |                                             | 3,00 KPW                          |
| Corea del Norte           | 15.10.2007       | 2) Jingjing | 12,00 KPW                                   |                                   |
| Corea del Norte           | 15.10.2007       | 3) Huanhuan | 30,00 KPW                                   |                                   |
| Corea del Norte           | 15.10.2007       | 4) Yingying | 70,00 KPW                                   |                                   |
| Corea del Norte           | 15.10.2007       | 5) Nini | 140,00 KPW                                  |                                   |
| Corea del Norte           | 28.03.2008       | 1) Fútbol |                                             | 3,00 KPW                          |
| Corea del Norte           | 28.03.2008       | 2) Baloncesto | 12,00 KPW                                   |                                   |
| Corea del Norte           | 28.03.2008       | 3) Tenis | 30,00 KPW                                   |                                   |
| Corea del Norte           | 28.03.2008       | 4) Tenis de mesa | 70,00 KPW                                   |                                   |
| Corea del Sur             | 08.08.2008       | 1) Una gimnasta y el Templo del Cielo en Pekín | 36,0 x 26,0                                 | 250 KRW                           |
| Emiratos Árabes Unidos    | 04.08.2008       | 1) El logotipo de los Juegos y los pictogramas de yudo, natación, hípica, atletismo y tiro olímpico, sobre un fondo color amarillo (HB) | 40,0 x 30,0 (120 x 120)                     | 1,00 AED                          |
| Emiratos Árabes Unidos    | 04.08.2008       | 2) La llama olímpica portada por una antorcha con los colores de la bandera nacional y los cinco pictogramas del sello anterior | 30,0 x 40,0                                 | 4,00 AED                          |
| Emiratos Árabes Unidos    | 04.08.2008       | 3) Mismo diseño del sello anterior | 30,0 x 40,0                                 | 4,75 AED                          |
| Emiratos Árabes Unidos    | 04.08.2008       | 4) Mismo diseño que el primer sello, solo que con el fondo color lila | 40,0 x 30,0                                 | 5,50 AED                          |
| Filipinas                 | 11.08.2008       | Pictogramas de diferentes deportes: 1) Tiro con arco |                                             | 7,00 PHP                          |
| Filipinas                 | 11.08.2008       | 2) Taekwondo | 20,00 PHP                                   |                                   |
| Filipinas                 | 11.08.2008       | 3) Hípica | 24,00 PHP                                   |                                   |
| Filipinas                 | 11.08.2008       | 4) Halterofilia | 26,00 PHP                                   |                                   |
| Georgia                   | 05.12.2008       | 1) Tiro de precisión | 36,0 x 26,0                                 | 0,10 GEL                          |
| Georgia                   | 05.12.2008       | 2) Lucha olímpica | 36,0 x 26,0                                 | 0,30 GEL                          |
| Georgia                   | 05.12.2008       | 3) Halterofilia | 36,0 x 26,0                                 | 0,60 GEL                          |
| Georgia                   | 05.12.2008       | 4) Yudo | 36,0 x 26,0                                 | 0,80 GEL                          |
| Hong Kong                 | 14.07.2001       | 1) El logotipo de la candidatura de Pekín para los XXIX Juegos Olímpicos | 40,0 x 30,0                                 | 1,30 HKD                          |
| Hong Kong                 | 09.08.2008       | 1) Salto ecuestre | 45,0 x 28,0                                 | 1,40 HKD                          |
| Hong Kong                 | 09.08.2008       | 2) Doma | 45,0 x 28,0                                 | 2,40 HKD                          |
| Hong Kong                 | 09.08.2008       | 3) Campo a través | 45,0 x 28,0                                 | 3,00 HKD                          |
| Hong Kong                 | 09.08.2008       | 4) Un jinete y su caballo celebrando el triunfo ante un podio | 45,0 x 28,0                                 | 5,00 HKD                          |
| India                     | 08.08.2008       | 1) La mascota Huanhuan y la llama olímpica (HB) La hoja bloque muestra los pictogramas de todos los deportes del programa oficial de los Juegos, el logotipo de estos y el emblema del Comité Olímpico Indio | 39,0 x 41,0 –rombo–                         | 5,00 INR                          |
| India                     | 08.08.2008       | 2) Boxeo | 39,0 x 41,0 –rombo–                         | 5,00 INR                          |
| India                     | 08.08.2008       | 3) Tiro con escopeta | 39,0 x 41,0 –rombo–                         | 15,00 INR                         |
| India                     | 08.08.2008       | 4) Tiro con arco | 39,0 x 41,0 –rombo–                         | 15,00 INR                         |
| Indonesia                 | 18.03.2008       | 1) Vela | 40,0 x 40,0 –círculo–                       | 2.500 IDR                         |
| Indonesia                 | 18.03.2008       | 2) Fútbol | 40,0 x 40,0 –círculo–                       | 2.500 IDR                         |
| Indonesia                 | 18.03.2008       | 3) Bádminton | 40,0 x 40,0 –círculo–                       | 2.500 IDR                         |
| Indonesia                 | 18.03.2008       | 4) Halterofilia | 40,0 x 40,0 –círculo–                       | 2.500 IDR                         |
| Israel                    | 14.07.2008       | 1) Gimnasia rítmica | 40,0 x 30,0                                 | 1,55 ILS                          |
| Israel                    | 14.07.2008       | 2) Natación | 40,0 x 30,0                                 | 1,55 ILS                          |
| Israel                    | 14.07.2008       | 3) Vela | 40,0 x 30,0                                 | 2,25 ILS                          |
| Israel                    | 14.07.2008       | 4) Tenis | 40,0 x 30,0                                 | 2,25 ILS                          |
| Jordania                  | 22.09.2008       | 1) Taekwondo |                                             | 0,20 JOD                          |
| Jordania                  | 22.09.2008       | 2) Hípica | 0,30 JOD                                    |                                   |
| Jordania                  | 22.09.2008       | 3) Tenis de mesa | 0,40 JOD                                    |                                   |
| Jordania                  | 22.09.2008       | 4) Atletismo | 0,50 JOD                                    |                                   |
| Kazajistán                | 02.04.2008       | 1) La antorcha olímpica y de fondo una vista de la ciudad de Almaty | 30,0 x 28,0                                 | 25,00 KZT                         |
| Kazajistán                | 10.08.2008       | 2) Yudo | 40,0 x 28,0                                 | 100,00 KZT                        |
| Kazajistán                | 10.08.2008       | 3) Balonmano | 40,0 x 28,0                                 | 100,00 KZT                        |
| Kirguistán                | 01.03.2008       | 1) Fútbol | 40,0 x 28,0                                 | 20,00 KGS                         |
| Kirguistán                | 01.03.2008       | 2) Lucha | 40,0 x 28,0                                 | 20,00 KGS                         |
| Kirguistán                | 01.03.2008       | 3) Lanzamiento de jabalina | 40,0 x 28,0                                 | 20,00 KGS                         |
| Kirguistán                | 01.03.2008       | 4) Baloncesto | 40,0 x 28,0                                 | 20,00 KGS                         |
| Laos                      | 17.04.2008       | 1) Ciclismo |                                             | 5.000 LAK                         |
| Laos                      | 17.04.2008       | 2) Fútbol |                                             | 5.000 LAK                         |
| Laos                      | 17.04.2008       | 3) Salto de altura |                                             | 5.000 LAK                         |
| Laos                      | 17.04.2008       | 4) Yudo |                                             | 5.000 LAK                         |
| Macao                     | 14.07.2001       | 1) El logotipo de la candidatura de Pekín para los XXIX Juegos Olímpicos | 40,0 x 30,0                                 | 1,00 MOP                          |
| Macao                     | 03.05.2008       | 1) Atletismo portando la llama olímpica y el Partenón de Atenas | 40,0 x 30,0                                 | 1,50 MOP                          |
| Macao                     | 03.05.2008       | 2) La mascota Huanhuan corriendo con la antorcha olímpica, una flor de lirio y de fondo un mapa de China con un punto rojo sobre Macao | 40,0 x 30,0                                 | 3,50 MOP                          |
| Macao                     | 03.05.2008       | 3) La antorcha olímpica (HB) La hoja bloque muestra un atleta sosteniendo la antorcha y la fachada de las ruinas de la Iglesia de San Pablo | 40,0 x 70,0 (90 x 138)                      | 10,00 MOP                         |
| Macao                     | 08.08.2008       | 1) El Centro Acuático Nacional de Pekín | 40,0 x 30,0                                 | 5,00 MOP                          |
| Macao                     | 08.08.2008       | 2) El Estadio Nacional de Pekín (HB) | 54,0 x 72,0 –hexágono irregular– (138 x 90) | 10,00 MOP                         |
| Maldivas                  | 08.01.2008       | El logotipo de los Juegos y la foto de un medallista de oro en los Juegos Olímpicos de Berlín 1936 La hoja bloque muestra el logotipo de los Juegos de Berlín 1936, una medalla de oro, sellos históricos y una fotografía de dos atletas, así como el logotipo de Pekín 2008, todo sobre una foto del Estadio Olímpico de Berlín en el momento de los Juegos: 1) Un cartel de los Jugos de Berlín 1936 | 28,0 x 41,5                                 | 7,00 MVR                          |
| Maldivas                  | 08.01.2008       | 2) Rie Mastenbroek en natación (100 m, 400 m y 4 x 100 m libre) | 28,0 x 41,5                                 | 7,00 MVR                          |
| Maldivas                  | 08.01.2008       | 3) Jesse Owens en atletismo (100 m, 200 m, 4 x 100 m y salto de longitud) | 28,0 x 41,5                                 | 7,00 MVR                          |
| Maldivas                  | 08.01.2008       | 4) Jack Beresford en remo (doble scull) | 28,0 x 41,5                                 | 7,00 MVR                          |
| Mongolia                  | 08.07.2008       | 1) Piragüismo en eslalon (HB) La hoja bloque muestra adicionalmente los Fuwa, las cinco mascotas de los Juegos |                                             | 600 MNT                           |
| Mongolia                  | 08.07.2008       | 2) Esgrima |                                             | 600 MNT                           |
| Mongolia                  | 08.07.2008       | 3) Balonmano |                                             | 600 MNT                           |
| Mongolia                  | 08.07.2008       | 4) Atletismo |                                             | 600 MNT                           |
| Nepal                     | 21.08.2008       | 1) Taekwando | 31,7 x 31,7                                 | 15,00 NPR                         |
| Singapur                  | 08.08.2008       | 1) Tenis de mesa | 45,0 x 26,5                                 | 1st local                         |
| Singapur                  | 08.08.2008       | 2) Vela | 45,0 x 26,5                                 | 2nd local                         |
| Singapur                  | 08.08.2008       | 3) Tiro olímpico | 45,0 x 26,5                                 | 1,10 SGD                          |
| Singapur                  | 08.08.2008       | 4) Bádminton | 45,0 x 26,5                                 | 1,10 SGD                          |
| Siria                     | 08.08.2008       | 1) Halterofilia | 52,0 x 37,0                                 | 5,00 SYP                          |
| Siria                     | 08.08.2008       | 2) Salto de longitud | 37,0 x 52,0                                 | 10,00 SYP                         |
| Siria                     | 08.08.2008       | 3) Natación | 52,0 x 37,0                                 | 25,00 SYP                         |
| Sri Lanka                 | 23.07.2008       | 1) Tiro de precisión | 50,0 x 38,5 –trapecio–                      | 5,00 LKR                          |
| Sri Lanka                 | 23.07.2008       | 2) Lanzamiento de jabalina | 50,0 x 38,5 –trapecio–                      | 15,00 LKR                         |
| Sri Lanka                 | 23.07.2008       | 3) Boxeo | 50,0 x 38,5 –trapecio–                      | 40,00 LKR                         |
| Sri Lanka                 | 23.07.2008       | 4) Atletismo | 50,0 x 38,5 –trapecio–                      | 45,00 LKR                         |
| Tayikistán                | 28.02.2008       | 1) Fútbol | 40,0 x 28,0                                 | 1,50 TJS                          |
| Tayikistán                | 28.02.2008       | 2) Lanzamiento de martillo | 40,0 x 28,0                                 | 2,00 TJS                          |
| Tayikistán                | 28.02.2008       | 3) Yudo | 40,0 x 28,0                                 | 2,00 TJS                          |
| Tayikistán                | 28.02.2008       | 4) Boxeo | 40,0 x 28,0                                 | 2,00 TJS                          |
| Turquía                   | 08.08.2008       | 1) Tiro con arco | 52,0 x 36,0                                 | 0,25 TRY                          |
| Turquía                   | 08.08.2008       | 2) Taekwondo | 36,0 x 52,0                                 | 0,65 TRY                          |
| Turquía                   | 08.08.2008       | 3) Lucha olímpica | 52,0 x 36,0                                 | 0,80 TRY                          |
| Turquía                   | 08.08.2008       | 4) Halterofilia | 52,0 x 36,0                                 | 0,80 TRY                          |
| Uzbekistán                | 25.06.2008       | 1) Yudo | 42,0 x 30,0                                 | 150,00 UZS                        |
| Uzbekistán                | 25.06.2008       | 2) Boxeo | 42,0 x 30,0                                 | 200,00 UZS                        |
| Uzbekistán                | 25.06.2008       | 3) Atletismo | 42,0 x 30,0                                 | 250,00 UZS                        |
| Uzbekistán                | 25.06.2008       | 4) Gimnasia rítmica | 30,0 x 42,0                                 | 310,00 UZS                        |
| Vietnam                   | 15.03.2008       | 1) Wushu | 40,0 x 36,0 –paralelogramo–                 | 800 VND                           |
| Vietnam                   | 15.03.2008       | 2) Natación | 40,0 x 36,0 –paralelogramo–                 | 3.000 VND                         |
| Vietnam                   | 15.03.2008       | 3) Taekwondo | 40,0 x 36,0 –paralelogramo–                 | 5.000 VND                         |
| Vietnam                   | 15.03.2008       | 4) Piragüismo | 40,0 x 36,0 –paralelogramo–                 | 9.000 VND                         |
| Europa                    |                  | |                                             |                                   |
| Åland                     | 09.05.2008       | 1) Los anillos olímpicos como si fueran caras sonrientes | 42,0 x 36,0 –triángulo–                     | Världen                           |
| Albania                   | 08.08.2008       | 1) Fútbol |                                             | 20,00 ALL                         |
| Albania                   | 08.08.2008       | 2) Waterpolo | 30,00 ALL                                   |                                   |
| Albania                   | 08.08.2008       | 3) Atletismo | 40,00 ALL                                   |                                   |
| Albania                   | 08.08.2008       | 4) Ciclismo | 50,00 ALL                                   |                                   |
| Alemania                  | 13.03.2008       | 1) Remo | 55,0 x 32,8                                 | 1,45+0,55 EUR                     |
| Andorra                   | 16.06.2008       | 1) Piragüismo en eslalon | 40,0 x 30,0                                 | 0,55 EUR                          |
| Andorra                   | 16.06.2008       | 2) Atletismo | 40,0 x 30,0                                 | 0,55 EUR                          |
| Andorra                   | 16.06.2008       | 3) Natación | 40,0 x 30,0                                 | 0,55 EUR                          |
| Andorra                   | 16.06.2008       | 4) Yudo | 40,0 x 30,0                                 | 0,55 EUR                          |
| Andorra                   | 08.07.2008       | 1) El logotipo de los Juegos | 28,8 x 40,9                                 | 0,60 EUR                          |
| Bélgica                   | 14.07.2008       | 1) Ciclismo BMX | 27,7 x 40,2                                 | 1                                 |
| Bélgica                   | 14.07.2008       | 2) Cambio de testigo en una prueba atlética de relevos femeninos | 40,2 x 27,7                                 | 0,90 EUR                          |
| Bélgica                   | 14.07.2008       | 3) Una raqueta de tenis golpeando una bola (HB) La hoja bloque muestra un partido entre dos tenistas en una pista de arcilla | 48,7 x 38,2 (125 x 90)                      | 2                                 |
| Bielorrusia               | 15.08.2008       | 1) Remo | 40,0 x 28,0                                 | 1.000 BYR                         |
| Bielorrusia               | 24.07.2010       | Los ganadores bielorrusos de medalla de oro en estos Juegos (HB): 2) Andrei Bahdanovich y Aliaxandr Bahdanovich en piragüismo (C2 1000 m) | 26,0 x 37,0 (103 x 131)                     | 1.000 BYR                         |
| Bielorrusia               | 24.07.2010       | 3) Axana Miankova en atletismo (lanzamiento de martillo) | 26,0 x 37,0 (103 x 131)                     | 1.000 BYR                         |
| Bielorrusia               | 24.07.2010       | 4) Andrei Aramnau en halterofilia (105 kg) | 26,0 x 37,0 (103 x 131)                     | 1.000 BYR                         |
| Bielorrusia               | 24.07.2010       | 5) Raman Piatrushenka, Aliaxei Abalmasau, Artur Litvinchuk y Vadzim Majneu en piragüismo (K4 1000 m) | 26,0 x 37,0 (103 x 131)                     | 1.000 BYR                         |
| Bosnia y Herzegovina      | 05.05.2008       | 1) Yudo | 35,0 x 42,0                                 | 1,00 BHK                          |
| Bosnia y Herzegovina      | 05.05.2008       | 2) Atletismo (lanzamiento de peso y carrera) | 35,0 x 42,0                                 | 1,50 BHK                          |
| Bosnia y Herzegovina      | 16.08.2008       | 1) Salto de altura, el Estadio Nacional de Pekín y la silueta de China | 35,0 x 26,0                                 | 0,70 BHK                          |
| Bosnia y Herzegovina      | 16.08.2008       | 2) Natación, el Centro Acuático Nacional de Pekín y la silueta de China | 35,0 x 26,0                                 | 2,10 BHK                          |
| Bosnia y Herzegovina      | 16.08.2008       | 3) Gimnasia y la silueta de China (HB) La hoja bloque muestra una gimnasta haciendo ejercicios en el suelo y tres gimnastas masculinos en diferentes aparatos: anillas, caballo con arcos y barras paralelas | 35,0 x 26,0                                 | 3,10 BHK                          |
| Bulgaria                  | 25.02.2008       | 1) Voleibol 1.ª parte (HB) | 30,0 x 54,0 (87 x 108)                      | 0,55 BGN                          |
| Bulgaria                  | 25.02.2008       | 2) Voleibol 2a parte | 30,0 x 54,0 (87 x 108)                      | 1,00 BGN                          |
| Chipre                    | 05.06.2008       | 1) Vela | 40,0 x 27,0                                 | 0,22 EUR (0,13 CYP)               |
| Chipre                    | 05.06.2008       | 2) Salto de altura | 40,0 x 27,0                                 | 0,34 EUR (0,20 CYP)               |
| Chipre                    | 05.06.2008       | 3) Tenis | 40,0 x 27,0                                 | 0,43 EUR (0,25 CYP)               |
| Chipre                    | 05.06.2008       | 4) Tiro al plato | 40,0 x 27,0                                 | 0,51 EUR (0,30 CYP)               |
| Croacia                   | 11.03.2008       | 1) El logotipo de los Juegos rodeado de los pictogramas de gimnasia rítmica, baloncesto, waterpolo, fútbol, halterofilia y tiro con arco | 35,5 x 35,5                                 | 5,00 HRK                          |
| Eslovaquia                | 04.07.2008       | 1) Salto de longitud y el rostro de un guerrero chino | 44,1 x 2,65                                 | 25 SKK                            |
| Eslovenia                 | 29.05.2008       | 1) Deporte de combate y una pagoda | 37,3 x 26,5                                 | 0,40 EUR                          |
| Eslovenia                 | 29.05.2008       | 2) Vela y un templo chico | 37,3 x 26,5                                 | 0,45 EUR                          |
| Eslovenia                 | 14.10.2008       | 1) El atleta Primož Kozmus, medalla de oro en lanzamiento de martillo | 40,0 x 29,0                                 | 0,45 EUR                          |
| España                    | 08.07.2008       | 1) Atletismo realizando un salto de longitud y, en la parte derecha, los anillos olímpicos, los colores de la bandera de España y las siglas de ADO, el programa de apoyo, desarrollo y promoción de los deportistas de alto rendimiento | 40,9 x 28,8                                 | 0,31 EUR                          |
| Estonia                   | 08.08.2008       | 1) El Discóbolo de Mirón, escultor de la Grecia clásica | 27,5 x 33,0                                 | 9,00 EEK (0,58 EUR)               |
| Estonia                   | 25.09.2008       | 2) El atleta Gerd Kanter, campeón olímpico en lanzamiento de disco | 37,0 x 25,0                                 | 5,50 EEK (0,35 EUR)               |
| Francia                   | 28.07.2008       | 1) Ciclismo e hípica (HB) La hoja bloque muestra una fachada de la arquitectura tradicional china | 30,0 x 40,0 (210 x 153)                     | 0,55 EUR                          |
| Francia                   | 28.07.2008       | 2) Natación y remo | 40,0 x 30,0                                 | 0,55 EUR                          |
| Francia                   | 28.07.2008       | 3) Yudo y esgrima | 40,0 x 30,0                                 | 0,55 EUR                          |
| Francia                   | 28.07.2008       | 4) Tenis y atletismo | 30,0 x 40,0                                 | 0,55 EUR                          |
| Grecia                    | 14.03.2008       | 1) Lanzamiento de disco y una paloma | 27,0 x 40,0                                 | 0,03 EUR                          |
| Grecia                    | 14.03.2008       | 2) El encendido de la llama olímpica | 27,0 x 40,0                                 | 0,35 EUR                          |
| Grecia                    | 14.03.2008       | 3) Un portador de la llama ante una pagoda y un templo griego | 27,0 x 40,0                                 | 0,67 EUR                          |
| Grecia                    | 14.03.2008       | 4) Ciclismo y una pagoda | 40,0 x 27,0                                 | 0,67 EUR                          |
| Hungría                   | 16.04.2008       | 1) Waterpolo | 40,0 x 30,0                                 | 70 HUF                            |
| Hungría                   | 16.04.2008       | 2) Lucha olímpica | 40,0 x 30,0                                 | 100 HUF                           |
| Hungría                   | 16.04.2008       | 3) Esgrima | 40,0 x 30,0                                 | 170 HUF                           |
| Irlanda                   | 15.07.2008       | 1) Remo (HB) | 40,6 x 29,8                                 | 0,55 EUR                          |
| Irlanda                   | 15.07.2008       | 2) Lanzamiento de peso | 40,6 x 29,8                                 | 0,82 EUR                          |
| Isla de Man               | 21.04.2008       | 1) Tiro con arco (HB) La hoja bloque muestra una vista de la Muralla China |                                             | 0,10 IMP                          |
| Isla de Man               | 21.04.2008       | 2) Hípica | 0,02 IMP                                    |                                   |
| Isla de Man               | 21.04.2008       | 3) Ciclismo | 0,03 IMP                                    |                                   |
| Isla de Man               | 21.04.2008       | 4) La llama olímpica | 0,94 IMP                                    |                                   |
| Italia                    | 07.07.2008       | 1) El mundo en una moneda y con dos puntos rojos: Olimpia y Pekín y un portador de la llama olímpica se dirige del primero al segundo | 40,0 x 48,0                                 | 0,60 EUR                          |
| Italia                    | 07.07.2008       | 2) Una moneda dividida en dos secciones, en cada una están representados cuatro deportes: en la izquierda por medio de atletas griegos clásicos y en la derecha por deportistas con la indumentaria china tradicional | 40,0 x 48,0                                 | 0,85 EUR                          |
| Letonia                   | 08.08.2008       | 1) Baloncesto | 32,5 x 40,0                                 | 0,63 LVL                          |
| Letonia                   | 24.10.2008       | 2) Māris Štrombergs, campeón olímpico en ciclismo BMX | 45,0 x 28,0                                 | 0,22 LVL                          |
| Liechtenstein             | 02.06.2008       | 1) Lucha olímpica | 29,6 x 38,5                                 | 0,85 CHF                          |
| Liechtenstein             | 02.06.2008       | 2) Fútbol y tenis de mesa | 29,6 x 38,5                                 | 1,00 CHF                          |
| Lituania                  | 26.07.2008       | 1) Maratón | 30,0 x 40,0                                 | 2,15 LTL                          |
| Lituania                  | 26.07.2008       | 2) Vela | 30,0 x 40,0                                 | 2,45 LTL                          |
| Luxemburgo                | 20.05.2008       | 1) El logotipo de los Juegos | 40,0 x 30,0                                 | 0,70 EUR                          |
| Macedonia del Norte       | 25.06.2008       | 1) Vela | 40,2 x 30,2                                 | 12,00 MKD                         |
| Macedonia del Norte       | 25.06.2008       | 2) Gimnasia rítmica | 40,2 x 30,2                                 | 18,00 MKD                         |
| Macedonia del Norte       | 25.06.2008       | 3) Tenis | 40,2 x 30,2                                 | 20,00 MKD                         |
| Macedonia del Norte       | 25.06.2008       | 4) Hípica | 40,2 x 30,2                                 | 36,00 MKD                         |
| Malta                     | 07.03.2008       | 1) Tiro deportivo | 44,0 x 31,0                                 | 0,05 EUR                          |
| Malta                     | 07.03.2008       | 2) Natación | 44,0 x 31,0                                 | 0,12 EUR                          |
| Malta                     | 07.03.2008       | 3) Atletismo | 44,0 x 31,0                                 | 1,57 EUR                          |
| Moldavia                  | 05.03.2008       | 1) Ciclismo | 46,0 x 27,5                                 | 1,00 MDL                          |
| Moldavia                  | 05.03.2008       | 2) Boxeo | 46,0 x 27,5                                 | 6,20 MDL                          |
| Moldavia                  | 05.03.2008       | 3) Halterofilia | 46,0 x 27,5                                 | 15,00 MDL                         |
| Moldavia                  | 21.11.2008       | 4) Veaceslav Gojan, medalla de bronce en boxeo, peso gallo (54 kg) | 46,0 x 27,5                                 | 6,20 MDL                          |
| Mónaco                    | 08.04.2008       | 1) Una pagoda china y los pictogramas de baloncesto, tenis y lanzamiento de jabalina | 40,0 x 31,5                                 | 0,55 EUR                          |
| Mónaco                    | 08.04.2008       | 2) El logotipo de los Juegos y los pictogramas de béisbol, esgrima y tiro al plato | 40,0 x 31,5                                 | 0,85 EUR                          |
| Montenegro                | 26.03.2008       | 1) La silueta de Montenegro y una serie de pictogramas deportivos | 42,0 x 35,0                                 | 0,60 EUR                          |
| Montenegro                | 26.03.2008       | 2) El escudo de Montenegro y un pictograma deportivo | 42,0 x 35,0                                 | 0,90 EUR                          |
| Noruega                   | 08.08.2008       | 1) El atleta Andreas Thorkildsen, campeón olímpico en lanzamiento de jabalina | 40,0 x 30,0                                 | 9,00 NOK                          |
| Noruega                   | 08.08.2008       | 2) La jugadora de balonmano Gro Hammerseng, capitana del equipo que ganó la medalla de oro en el torneo femenino | 40,0 x 30,0                                 | 23,00 NOK                         |
| Polonia                   | 08.08.2008       | 1) Natación | 42,5 x 31,2                                 | 0,10 PLN                          |
| Polonia                   | 08.08.2008       | 2) Voleibol | 42,5 x 31,2                                 | 0,10 PLN                          |
| Polonia                   | 08.08.2008       | 3) Salto con pértiga | 42,5 x 31,2                                 | 1,45 PLN                          |
| Polonia                   | 08.08.2008       | 4) Esgrima | 42,5 x 31,2                                 | 1,45 PLN                          |
| Portugal                  | 30.04.2008       | 1) Ciclismo | 40,0 x 30,6                                 | 0,30 EUR                          |
| Portugal                  | 30.04.2008       | 2) Carrera de velocidad | 40,0 x 30,6                                 | 0,30 EUR                          |
| Portugal                  | 30.04.2008       | 3) Salto de longitud | 40,0 x 30,6                                 | 0,75 EUR                          |
| Portugal                  | 30.04.2008       | 4) Salto ecuestre (HB) | 40,0 x 30,6 (125 x 95)                      | 0,75 EUR                          |
| Portugal                  | 30.04.2008       | 5) Remo | 40,0 x 30,6 (125 x 95)                      | 0,75 EUR                          |
| Portugal                  | 30.04.2008       | 6) Tiro de precisión | 40,0 x 30,6 (125 x 95)                      | 0,75 EUR                          |
| Portugal                  | 30.04.2008       | 7) Gimnasia rítmica | 40,0 x 30,6 (125 x 95)                      | 0,75 EUR                          |
| Reino Unido               | 22.08.2008       | «Traspaso de la bandera olímpica de Pekín a Londres» 1) El Estadio Nacional de Pekín (HB) | 33,0 x 33,0 (160 x 200)                     | 1st                               |
| Reino Unido               | 22.08.2008       | 2) El London Eye, la noria gigante de la capital británica | 33,0 x 33,0 (160 x 200)                     | 1st                               |
| Reino Unido               | 22.08.2008       | 3) Una vista de la Torre de Londres | 33,0 x 33,0 (160 x 200)                     | 1st                               |
| Reino Unido               | 22.08.2008       | 4) Una torre de la Ciudad Prohibida de Pekín | 33,0 x 33,0 (160 x 200)                     | 1st                               |
| República Checa           | 18.06.2008       | 1) Lanzamiento de disco | 40,0 x 23,0                                 | 18,00 CZK                         |
| Rumania                   | 01.05.2008       | 1) Marcha (HB) | 42,0 x 27,0 (76 x 140)                      | 1,00 RON                          |
| Rumania                   | 01.05.2008       | 2) Gimnasia (caballo con arcos) | 42,0 x 27,0 (76 x 140)                      | 1,00 RON                          |
| Rumania                   | 01.05.2008       | 3) Natación | 42,0 x 27,0 (76 x 140)                      | 1,00 RON                          |
| Rumania                   | 01.05.2008       | 4) Remo | 42,0 x 27,0 (76 x 140)                      | 1,00 RON                          |
| Rusia                     | 15.04.2008       | Diseños que muestra diversas escenas deportivas en bandas diagonales de diferentes colores (HB) La hoja bloque muestra una vista de la Muralla China: 1) Voleibol, natación, piragüismo, boxeo, gimnasia, saltos y atletismo | 26,0 x 58,0 (124 x 113)                     | 8,00 RUB                          |
| Rusia                     | 15.04.2008       | 2) Natación sincronizada, waterpolo, gimnasia rítmica, hípica, esgrima, tenis, tiro, ciclismo y hockey sobre hierba | 26,0 x 58,0 (124 x 113)                     | 8,00 RUB                          |
| Rusia                     | 15.04.2008       | 3) Triatlón, halterofilia, yudo, béisbol, tiro con arco, gimnasia en trampolín, fútbol, tenis de mesa y balonmano | 26,0 x 58,0 (124 x 113)                     | 8,00 RUB                          |
| San Marino                | 13.06.2008       | La hoja bloque muestra el escudo de San Marino y el logotipo de los Juegos (HB) 1) Tenis de mesa | 40,0 x 30,0 (137 x 105)                     | 0,36 EUR                          |
| San Marino                | 13.06.2008       | 2) Esgrima | 40,0 x 30,0 (137 x 105)                     | 0,65 EUR                          |
| San Marino                | 13.06.2008       | 3) Natación | 40,0 x 30,0 (137 x 105)                     | 0,85 EUR                          |
| Serbia                    | 07.03.2008       | 1) Tenis, una bailarina china con traje típico y una pagoda | 35,0 x 34,8                                 | 46 RSD                            |
| Serbia                    | 07.03.2008       | 2) Atletismo (carrera de vallas) y de fondo una pagoda | 35,0 x 34,8                                 | 50 RSD                            |
| Suiza                     | 08.05.2008       | 1) Ciclismo BMX | 33,0 x 28,0                                 | 1,00 CHF                          |
| Ucrania                   | 26.01.2008       | 1) Tiro con arco (HB) | 48,7 x 24,4                                 | 1,00 UAH                          |
| Ucrania                   | 26.01.2008       | 2) Esgrima | 48,7 x 24,4                                 | 1,30 UAH                          |
| Ucrania                   | 26.01.2008       | 3) Ciclismo de pista | 48,7 x 24,4                                 | 2,47 UAH                          |
| Ucrania                   | 26.01.2008       | 4) Remo | 48,7 x 24,4                                 | 3,33 UAH                          |
| Oceanía                   |                  | |                                             |                                   |
| Australia                 | 24.06.2008       | 1) Motivo alusivo que muestra un dragón chino tradicional | 26,0 x 37,5                                 | 0,50 AUD                          |
| Australia                 | 01.08.2008       | Ilustración de un deporte: 2) Baloncesto | 26,0 x 37,5                                 | 0,50 AUD                          |
| Australia                 | 01.08.2008       | 3) Ciclismo | 26,0 x 37,5                                 | 1,30 AUD                          |
| Australia                 | 01.08.2008       | 4) Gimnasia rítmica | 26,0 x 37,5                                 | 1,35 AUD                          |
| Australia                 | 11.08.2008       | 14 sellos con las fotos de los campeones olímpicos de Australia: 5) La nadadora Stephanie Rice —400 m cuatro estilos— (HB) | 35,0 x 35,0                                 | 0,50 AUD                          |
| Australia                 | 12.08.2008       | 6) La nadadora Lisbeth Trickett —100 m mariposa— (HB) | 35,0 x 35,0                                 | 0,50 AUD                          |
| Australia                 | 13.08.2008       | 7) La nadadora Leisel Jones —100 m braza— (HB) | 35,0 x 35,0                                 | 0,50 AUD                          |
| Australia                 | 14.08.2008       | 8) La nadadora Stephanie Rice —200 m cuatro estilos— (HB) | 35,0 x 35,0                                 | 0,50 AUD                          |
| Australia                 | 15.08.2008       | 9) Las nadadoras Stephanie Rice, Bronte Barratt, Kylie Palmer y Linda MacKenzie —4 x 200 m libres— (HB) | 35,0 x 35,0                                 | 0,50 AUD                          |
| Australia                 | 17.08.2008       | 10) Los palistas Drew Ginn y Duncan Free —dos pares sin timonel (2M-)— (HB) | 35,0 x 35,0                                 | 0,50 AUD                          |
| Australia                 | 17.08.2008       | 11) Los palistas David Crawshay y Scott Brennan —scull doble (2Mx)— (HB) | 35,0 x 35,0                                 | 0,50 AUD                          |
| Australia                 | 18.08.2008       | 12) Las nadadoras Emily Seebohm, Leisel Jones, Jessicah Schipper y Lisbeth Trickett —4 x 100 m cuatro estilos— (HB) | 35,0 x 35,0                                 | 0,50 AUD                          |
| Australia                 | 19.08.2008       | 13) Los regatistas Malcolm Page y Nathan Wilmot —clase 470— (HB) | 35,0 x 35,0                                 | 0,50 AUD                          |
| Australia                 | 19.08.2008       | 14) Las regatistas Tessa Parkinson y Elise Rechichi —clase 470— (HB) | 35,0 x 35,0                                 | 0,50 AUD                          |
| Australia                 | 19.08.2008       | 15) La triatleta Emma Snowsill —prueba femenina— (HB) | 35,0 x 35,0                                 | 0,50 AUD                          |
| Australia                 | 24.08.2008       | 16) El piragüista Ken Wallace —K1 500 m— (HB) | 35,0 x 35,0                                 | 0,50 AUD                          |
| Australia                 | 25.08.2008       | 17) El atleta Steven Hooker —salto con pértiga— (HB) | 35,0 x 35,0                                 | 0,50 AUD                          |
| Australia                 | 25.08.2008       | 18) El saltador Matthew Mitcham —plataforma de 10 m— (HB) | 35,0 x 35,0                                 | 0,50 AUD                          |
| Islas Cook                | 28.07.2008       | 1) Halterofilia (HB) |                                             | 0,40 NZD                          |
| Islas Cook                | 28.07.2008       | 2) Salto de longitud | 0,60 NZD                                    |                                   |
| Islas Cook                | 28.07.2008       | 3) Natación | 1,00 NZD                                    |                                   |
| Islas Cook                | 28.07.2008       | 4) Carrera atlética | 1,50 NZD                                    |                                   |
| Fiyi                      | 05.05.2008       | 1) Atletismo | 36,0 x 36,0                                 | 0,20 FJD                          |
| Fiyi                      | 05.05.2008       | 2) Yudo | 36,0 x 36,0                                 | 0,65 FJD                          |
| Fiyi                      | 05.05.2008       | 3) Tiro al plato | 36,0 x 36,0                                 | 0,90 FJD                          |
| Fiyi                      | 05.05.2008       | 4) Natación | 36,0 x 36,0                                 | 1,50 FJD                          |
| Kiribati                  | 08.08.2008       | 1) Halterofilia | 36,0 x 36,0                                 | 0,25 KID                          |
| Kiribati                  | 08.08.2008       | 2) Atletismo | 36,0 x 36,0                                 | 0,50 KID                          |
| Kiribati                  | 08.08.2008       | 3) Ciclismo de pista | 36,0 x 36,0                                 | 0,60 KID                          |
| Kiribati                  | 08.08.2008       | 4) Lanzamiento de jabalina | 36,0 x 36,0                                 | 0,75 KID                          |
| Nauru                     | 08.08.2008       | 1) Bádminton |                                             | 0,15 AUD                          |
| Nauru                     | 08.08.2008       | 2) Tiro con arco | 0,25 AUD                                    |                                   |
| Nauru                     | 08.08.2008       | 3) Halterofilia | 0,75 AUD                                    |                                   |
| Nauru                     | 08.08.2008       | 4) Saltos | 1,00 AUD                                    |                                   |
| Nueva Caledonia           | 31.07.2008       | 1) Halterofilia | 40,0 x 30,0                                 | 75 XPF                            |
| Nueva Caledonia           | 31.07.2008       | 2) Taekwondo | 40,0 x 30,0                                 | 75 XPF                            |
| Nueva Caledonia           | 31.07.2008       | 3) Tenis de mesa | 40,0 x 30,0                                 | 75 XPF                            |
| Nueva Zelanda             | 02.07.2008       | 1) Remo | 49,0 x 49,0 –rombo–                         | 0,50 NZD                          |
| Nueva Zelanda             | 02.07.2008       | 2) Ciclismo de pista | 49,0 x 49,0 –rombo–                         | 0,50 NZD                          |
| Nueva Zelanda             | 02.07.2008       | 3) Piragüismo | 49,0 x 49,0 –rombo–                         | 1,00 NZD                          |
| Nueva Zelanda             | 02.07.2008       | 4) Atletismo | 49,0 x 49,0 –rombo–                         | 2,00 NZD                          |
| Papúa Nueva Guinea        | 16.04.2008       | 1) Boxeo (HB) |                                             | 1,40 PGK                          |
| Papúa Nueva Guinea        | 16.04.2008       | 2) Atletismo |                                             | 1,40 PGK                          |
| Papúa Nueva Guinea        | 16.04.2008       | 3) Salto |                                             | 1,40 PGK                          |
| Papúa Nueva Guinea        | 16.04.2008       | 4) Halterofilia |                                             | 1,40 PGK                          |
| Polinesia Francesa        | 08.08.2008       | 1) Tenis de mesa | 26,0 x 36,0                                 | 140 XPF                           |
| Polinesia Francesa        | 08.08.2008       | 2) Halterofilia | 26,0 x 36,0                                 | 140 XPF                           |
| Islas Salomón             | 08.08.2008       | 1) Una jugadora de hockey sobre hierba | 36,0 x 36,0                                 | 2,15 SBD                          |
| Islas Salomón             | 08.08.2008       | 2) Salto con pértiga | 36,0 x 36,0                                 | 3,00 SBD                          |
| Islas Salomón             | 08.08.2008       | 3) Tenis de mesa | 36,0 x 36,0                                 | 4,00 SBD                          |
| Islas Salomón             | 08.08.2008       | 4) Atletismo | 36,0 x 36,0                                 | 5,00 SBD                          |
| Samoa                     | 18.06.2008       | 1) Ciclismo (HB) |                                             | 0,50 WST                          |
| Samoa                     | 18.06.2008       | 2) Boxeo | 1,00 WST                                    |                                   |
| Samoa                     | 18.06.2008       | 3) Lucha olímpica | 1,50 WST                                    |                                   |
| Samoa                     | 18.06.2008       | 4) Atletismo | 2,00 WST                                    |                                   |
| Tuvalu                    | 08.01.2008       | 1) Béisbol (HB) | 29,0 x 42,0                                 | 0,60 TVD                          |
| Tuvalu                    | 08.01.2008       | 2) Esgrima | 29,0 x 42,0                                 | 0,60 TVD                          |
| Tuvalu                    | 08.01.2008       | 3) Hockey sobre hierba | 29,0 x 42,0                                 | 0,60 TVD                          |
| Tuvalu                    | 08.01.2008       | 4) Gimnasia | 29,0 x 42,0                                 | 0,60 TVD                          |
| Vanuatu                   | 18.06.2008       | 1) Tiro con arco (HB) |                                             | 10,00 VUV                         |
| Vanuatu                   | 18.06.2008       | 2) Atletismo | 40,00 VUV                                   |                                   |
| Vanuatu                   | 18.06.2008       | 3) Tenis de mesa | 60,00 VUV                                   |                                   |
| Vanuatu                   | 18.06.2008       | 4) Halterofilia | 90,00 VUV                                   |                                   |
| Wallis y Futuna           | 21.05.2008       | 1) Piragüismo y de fondo una vista de la Ciudad Prohibida de Pekín | 40,0 x 30,0                                 | 75 XPF                            |
| ONU                       |                  | |                                             |                                   |
| Ginebra                   | 08.08.2008       | 1) Gimnasia femenina (suelo) | 50,0 X 36,0                                 | 1,00 CHF                          |
| Ginebra                   | 08.08.2008       | 2) Tenis | 50,0 X 36,0                                 | 1,80 CHF                          |
| Nueva York                | 08.08.2008       | 1) Carrera de velocidad | 50,0 X 36,0                                 | 0,42 USD                          |
| Nueva York                | 08.08.2008       | 2) Carrera de vallas | 50,0 X 36,0                                 | 0,94 USD                          |
| Viena                     | 08.08.2008       | 1) Gimnasia masculina (anillas) | 50,0 X 36,0                                 | 0,65 EUR                          |
| Viena                     | 08.08.2008       | 2) Natación | 50,0 X 36,0                                 | 1,30 EUR                          |